# Стойчо Величков
Стойчо Ат. Величков е български политик от БКП, кмет на Дупница.

## Биография
Стойчо Величков е роден през 1928 година в Дупница. Член е на БКП и от 1966 година е кмет на Дупница. За време на управлението му се работи по строежите на пощата, парк „Рила“, хотел „Рила“ и плажен комплекс. В квартал Спартак се започва строеж на детска градина. Мандатът му изтича през 1969 година. Стойчо Величков умира през 1971 година.